# 宁岗华溪蟹
宁岗华溪蟹（学名：Sinopotamon ninggangense）为溪蟹科华溪蟹属的动物。在中国大陆，分布于江西等地，多栖息于山区溪流石块下。其生存的海拔范围为500至1000米。